# Есил Дюран (албум)
„Есил Дюран“ е едноименният първи албум на Есил Дюран, издаден през 2001 година. Музикален продуцент на албума е Тодор Димитров. Като хитове от албума се налагат „Искам пак“, „Ще те направя мъж“, „Дай ми“, „С огън си играеш“. Успех имат и баладите „Най-добрия“ и „Минало бъди“. В записите на песента „Луда обич“, участие взимат и Йордан Йончев — Гъмзата и Илия Илиев от Ку-ку бенд.

## Списък на песните
1. „Искам пак“
2. „Ще те направя мъж“
3. „Само с теб“
4. „Дай ми“
5. „С огън си играеш“
6. „Без теб любими“
7. „Искам пак“ (ремикс)
8. „Минало бъди“
9. „Луда обич“
10. „Най-добрия“
11. „Не си до мен“
12. „Времена“

## Видеоклипове
| Видеоклип         | Премиера | Албум           | Режисьор                      |
| ----------------- | -------- | --------------- | ----------------------------- |
| С огън си играеш  | 2000     | Есил Дюран 2001 | Николай Скерлев               |
| Искам пак         | 2001     | Есил Дюран 2001 | Николай Скерлев               |
| Ще те направя мъж | 2001     | Есил Дюран 2001 | Николай Скерлев               |
| Минало бъди       | 2001     | Есил Дюран 2001 | Николай Нанков/Петьо Картулев |
| Дай ми            | 2002     | Есил Дюран 2001 | Николай Скерлев               |
| Най-добрият       | 2003     | Есил Дюран 2001 | Румен Атанасов                |

## ТВ Версии
| Видеоклип                      | Албум           | Програма                                 |
| ------------------------------ | --------------- | ---------------------------------------- |
| С огън си играеш               | Есил Дюран 2001 | Фолкмаратон 100                          |
| Искам пак                      | Есил Дюран 2001 | Промоция „Спомен“, Промоция „Аз, Силвия“ |
| Минало бъди                    | Есил Дюран 2001 | Пролетна програма „Срещнах те, обич“     |
| Искам пак (ремикс) (английски) | Есил Дюран 2001 | Звездна нощ в „Чифлика“                  |